# Oreodera hassenteufeli
Oreodera hassenteufeli är en skalbaggsart som först beskrevs av Fuchs 1958.  Oreodera hassenteufeli ingår i släktet Oreodera och familjen långhorningar. Inga underarter finns listade i Catalogue of Life.